# Слави Шкаров
Слави Шкаров е български театрален режисьор.

## Биография
Роден е в Търново през 1941 г. Слави Шкаров завършва режисура във ВИТИЗ през 1966 г. в класа на проф. Кръстьо Мирски и Анастас Михайлов.

## Професионална дейност
Първата му професионална постановка е „Драконът“ от Евгений Шварц в Добрич. Бил е режисьор в Добрич, Плевен, Драматичен театър „Невена Коканова“ (Ямбол) и в Русе.
Работи в Русенския театър от 1969 до 1988 г. Там поставя „Кръчма под зеленото дърво“ от Петер Ковачик; „Босилек за Драгинко“ от Константин Илиев; „Амадеус“ от Питър Шафър; от „Земята до небето“ от Никола Русев; „Боряна“ от Йордан Йовков; „Майка на всички“ от Г. Караславов; „Ричард III“ и др.
Като гост-режисьор в Драматичен театър „Стефан Киров“ – Сливен поставя „Мата Хари“ от Недялко Йорданов (с участието на Ивайло Христов, Атанас Атанасов, Йорданка Стефанова, Лидия Гяурова, Сеня Александрова, Тодор Близнаков, Татяна Радева, Стефан Гуев, Александър Морфов и др.), „Праг“ от Дударев (с участието на Ивайло Христов, Йорданка Стефанова, Валентин Танев, Валери Малчев, Борислав Стоилов, Сеня Александрова, Тодор Близнаков, Николай Априлов, Михаил Илийков и др.), „Ревизор“ от Н. В. Гогол (с участието на Валери Малчев, Валентин Танев, Борислав Стоилов, Лидия Гяурова, Никола Додов, Николай Костадинов, Евгений Джуров и др.), „Молиер или Съзаклятието на лицемерите“ от Булгаков (с участието на Валентин Танев, Борислав Стоилов, Анелия Георгиева-Шишкова, Валери Главчовски, Стефан Гуев, Елена Страшимирова, Михаил Илийков и др.).

### Театрални постановки
Някои спектакли, поставени от Слави Шкаров: хронология
- 1969 г. – „Амазонката“ от Богомил Райнов
- 1970 г. – „Вкус на череши“ от Агниешка Осиецка
- 1971 г„ – „Съд на честта“ от Рангел Игнатов, поставя се за първи път в България
- 1972 г. – „Децата на Ванюшин“ от Сергей Найдьонов, превод на Слави Шкаров
- 1973 г. – „Ричард ІІІ“ от Уилям Шекспир
- 1974 г. – „Феномени“ от Григорий Горин
- 1975 г. – „Балада за тъжната кръчма“ от Едуард Олби.
- 1977 г. – „Кръчмата под зеленото дърво“ от Петер Ковачик, поставя се за първи път в България
- 1978 г. – „От земята до небето“ от Никола Русев
- 1979 г. – „Босилек за драгинко“ от Константин Илиев
- 1980 г. – „Феномени“ от Григорий Горин
- 1981 г. – „Есента на един следовател“ от Георги Данаилов

### Филмография (режисьор)
- Конвой (1974)[3]

## Смърт и признание
Умира на 11 май 1988 г.
Камерната зала в ДТ „Стефан Киров“ – Сливен носи името на Слави Шкаров от 1991 г.
От 1 март 2010 г. Камерната зала в Русенския театър „Сава Огнянов“ носи името на Слави Шкаров. Поставена е месингова табела с негово изображение, изработена от русенския скулптор Мая Кубратова.
През 2018 г., по повод 30 години от смъртта му се провежда национален конкурс за млад театрален режисьор „Слави Шкаров“, като намеренията са да се превърне в ежегоден. До 2023 година конкурсът е проведен 5 пъти, като е отложен финалът на номинираните трима режисьори през 2021 г.
За 2022 г. и за 2023 г. се присъжда и награда на Фондация „Косьо Станев“ за актьорско постижение в рамките на Националния конкурс за млад театрален режисьор „Слави Шкаров“.